# 埃宁格区
埃宁格区（匈牙利語：Enyingi járás），是匈牙利费耶尔州的一个区，总面积433.12平方公里，总人口20,075人（2011年），人口密度46人/平方公里。中心城市为埃寧格。

## 市镇
埃宁格区包含一个城镇、两个大村和6个村庄。